# Харитонов, Лука Никифорович
Лука Никифорович Харитонов (1901—1972) — советский и российский учёный, доктор филологических наук, профессор.
Специалист в области грамматики якутского языка. Автор более 60 научных работ, в том числе исследований по морфологии якутского языка.

## Биография
Родился 4 октября 1901 года в 1-м Атамайском наслеге Горного улуса Якутской области в крестьянской семье.
Учился в Намском двухклассном училище, окончил Якутский педагогический техникум в 1922 году и Академию коммунистического воспитания им. Н. Н. Крупской в 1927 году. В 1927—1928 годах работал школьным инспектором. В 1929—1936 годах был завучем и директором Якутской национальной опытно-показательной школы. В 1936—1939 годах обучался в аспирантуре Института языка и письменности Академии наук СССР. В 1939 году защитил кандидатскую диссертацию на тему «Категория наречия в якутском языке». В 1939—1947 годах работал заведующим кафедрой якутского языка и литературы Якутского педагогического института (ныне Северо-Восточный федеральный университет). С 1947 до выхода на пенсию Харитонов был заведующим сектором якутского языка и литературы Института языка, литературы и истории Якутского филиала Сибирского отделения Академии наук СССР (ИЯЛИ ЯФ СО АН СССР). В 1954 году защитил докторскую диссертацию на тему «Типы глагольной основы в якутском языке», которая была издана в этом же году «Академиздатом» и удостоена премии Президиума АН СССР.
Л. Н. Харитонов первым в тюркологии разработал типы глагольной основы, видовые и залоговые формы глагола, исследовал пути происхождения глагольных форм. Его исследования внесли большой вклад в якутоведение и тюркологию. Он также был редактором и написал несколько разделов «Грамматики современного якутского литературного языка. Фонетика и морфология», изданной в 1982 году. Являлся организатором работ соредактором и соавтором первых академических словарей: «Русско-якутский словарь» (1968) и «Якутско-русский словарь» (1972). Воспитал ученых-языковедов, в их числе Н. К. Антонов, Н. Е. Петров, П. А. Слепцов, М. С. Воронкин, П. С. Афанасьев, Е. И. Коркина и другие.
Умер в Якутске 13 января 1972 года.

## Заслуги
- Заслуженный учитель школы Якутской АССР (1944), Заслуженный деятель науки Якутской АССР (1947), Заслуженный деятель науки РСФСР (1957).
- Отличник народного образования РСФСР.
- Награждён орденом Трудового Красного Знамени и медалями.